# Число Альфвена
Число́ А́льфвена ({\displaystyle \mathrm {Al} }) — характеристичне число та критерій подібності в магнітній гідродинаміці, що дорівнюють відношенню магнітної до кінетичної енергій одиниці об'єму електропровідної рідини. Воно визначається як:
{\displaystyle \mathrm {Al} ={\frac {v_{A}}{v}}={\frac {B}{v{\sqrt {\mu \mu _{0}\rho }}}},}
де
- {\displaystyle \mu } — магнітна проникність;
- {\displaystyle \mu _{0}} — магнітна стала;
- {\displaystyle B} — магнітна індукція;
- {\displaystyle v_{A}={\frac {B}{\sqrt {\mu \mu _{0}\rho }}}} — швидкість альфвенівських хвиль.

Названо на честь шведського фізика Г. Альфвена.